# Pinto
Pinto er en hesterace der stammer fra mustang'erne, og bliver normalt forbundet med indianerne. De stammer fra USA, og har to forskellige pletmønstre:
- Ovaro; Store mørke områder med hvidt.
- Tobiano; Hesten er hvid, med mindre pletter af alle farver, pintoer kan dog også være ens farvede.

Racen er kendt som en intelligent og udholdende type, og egner sig til rancharbejde, ridehest eller showhest. De kan have 1-3 farver på sine pletter.